# Valdemar Dan
Viggo Valdemar Dan (3. juli 1871 i Nakskov – 11. december 1935 i København) var en dansk arkitekt.

## Uddannelse
Han var søn af købmand, konsul Theodor Emilius Frederik Dan og Laura født Lissner. Fra 1885 til 1890 gik han på Sorø Akademi, men blev student 1892 fra Frederiksberg Latin- og Realskole. 1893 tog han filosofikum og gik i 1890'erne på Kunstakademiet, men uden at tage afgang. Han var på studierejser i udlandet 1892-93 og 1900.

## Karriere
21. september 1897 ægtede Valdemar Dan i København Henriette Møller (25. januar 1877 i København - 14. marts 1961 sammesteds) og blev dermed svigersøn til den kendte arkitekt, politiker og kreditforeningsdirektør Rogert Møller. Ligesom svigerfaderen blev Dan knyttet til Østifternes Kreditforening og blev repræsentant for Østifternes Kreditforening i dennes 1. distrikt i København. Fra 1927 var han revisor sammesteds og var desuden vurderingsmand for Landbygningernes alm. Brandforsikring og næstformand i Grundejernes Renholdningsselskab. Han var formand for Dansk Arkitektforening 1907-10 og igen fra 1914 til 1918.
Det var tilknytningen til kreditforeningen, som skaffede Dan sin største opgave, nemlig det nye, kolossale hovedsæde for Østifternes Kreditforening ved Jarmers Plads i København. Sammen med den mere kendte Ulrik Plesner vandt han første præmie i en konkurrence 1913, og i 1916 stod bygningen færdig og dannede sammen med naboerne Revisions- og Forvaltnings-Institutet (Deloitte-huset) og Teknologisk Institut et nyt kvarter med erhvervsbygninger i monumental nybarok. Bygningen blev dog offer for den trafikåre, som senere kom til at blive til H.C. Andersens Boulevard: I 1954 eksproprierede Københavns Kommune ejendommen, som blev nedrevet.
Senere i sin karriere beskæftigede Dan sig mest med administrative opgaver. Det er derfor svært at bedømme Dans indsats, og hans hovedværker blev desuden udført sammen med andre arkitekter.
Han er begravet på Frederiksberg Ældre Kirkegård.
I Soraner-Bladets nekrolog fra 1936 skriver personalhistorikeren og soraneren H.G. Olrik følgende om Dan: "Allerede i hans Skoletid lagde han ikke ringe Sans og Evner for Tegning for Dagen, og han fik ... Lejlighed til at udvikle dem under sin Uddannelse til Arkitekt ... Som Soraner hørte Valdemar Dan til de støtte og trofaste Medlemmer; allerede som Dreng i Sorø var han afholdt blandt sine kammerater paa Grund af hans fornøjelige og venlige Væsen. Det faldt ham vist aldrig ind at drøje sig over en af de smaa, da han selv var kommet blandt "de store", tværtimod kunde han vise den af hans smaa Kammerater, der havde vakt hans Opmærksomhed ved lidt Tegnetalent el. lign., en Venlighed og Opmuntring, som saadan en lille Dreng aldrig glemte, og den, der senere i Livet traf Valdemar Dan, konstaterede altid paany, hvor lyst og venligt hans Sind var og begreb, at dette i Forening med hans faglige Dygtighed og Indsigt maatte gøre et Samarbejde med ham let og skaffe ham mange Venner."

## Værker
- Ejendommen Kronborg, Gåsegade 2/Farvergade 15/Vandkunsten 12/Løngangsstræde 16, København (1894-95 og 1908-10, sammen med Rogert Møller)
- Telegrafstationen i Danagade, Nakskov (1901)
- For-, mellem- og baghus, Vesterbrogade 35, København (1903-05, sammen med Rogert Møller, facaden ændret 1954)
- Gammel Kongevej 23, København (1906)
- Ejendommen Farvergade 6-8, København (1907, sammen med Rogert Møller)
- Husligt Arbejder Forbunds bygning Farvergade 10-12/Rådhuspladsen 77, København (1908, sammen med Rogert Møller, renoveret 1983)
- Beboelseskarréen Haabet, Amagerbrogade 4-16/Ved Amagerport/Svinget/Ved Linden, Amagerbro (1912-13, sammen med Charles I. Schou, præmieret af Københavns Kommune 1914)
- Hjørneejendom, Jacobys Allé 12/Schlegels Allé 9-11, Frederiksberg (1913, sammen med Ulrik Plesner)
- Østifternes Kreditforenings hovedsæde ved Jarmers Plads, København (sammen med Ulrik Plesner, 1. præmie i konkurrence 1913, færdiggjort 1916, nedrevet 1954)
- Landstedet Teglstruplund ved Nygård i Nordsjælland, opført for bagermester Rogert Møller (1918)
- Villa i Rungsted Kyst (1924)